# مالك بيريس
مالك بيريس (10 نوفمبر 1949 في سريلانكا. هو طبيب وبروفيسور يشغل منصب رئيس علوم الفيروسات في جامعة هونغ كونغ، اشتهر بيريز في جميع أنحاء العالم عندما كان مختبره أول من عزل فيروس متلازمة تنفسية حادة وخيمة (السارس) الشهير علميا باسم SARS-CoV بعد سرقته خلسة من مستشفيات الصين.